# Jasmin Wöhr
Jasmin Wöhr (Tübingen, 21 augustus 1980) is een voormalig professioneel tennisspeelster uit Duitsland. Op vierjarige leeftijd begon ze met het spelen van tennis. Ze is voornamelijk succesvol in het damesdubbelspel-circuit, waar ze veel samenspeelde met de Oostenrijkse Barbara Schwartz (voor 2005) en de Griekse Eléni Daniilídou (na 2005).

## Loopbaan

### Enkelspel
Wöhr startte, ambitieus, met het WTA-circuit in 1995 op het toernooi van Filderstadt – in de eerste kwalificatieronde werd ze uitgeschakeld door landgenote Anca Barna. Het jaar daarna kwam ze uit op het ITF-toernooi van Rungsted (Denemarken) – ze bereikte de tweede ronde. Enkele weken later bereikte ze in Buchen de finale – ze veroverde meteen haar eerste ITF-titel, door landgenote Tina Plivelitsch te verslaan. Dit bleef haar enige enkelspeltitel, aangezien zij zich ging concentreren op het dubbelspel.

### Dubbelspel
Wöhr debuteerde in het dubbelspel in 1995 op het ITF-toernooi van Vaihingen, samen met de toen nog Duitse Gréta Arn – zij kwamen niet voorbij de eerste ronde. In 1997 stond ze voor het eerst in een finale, samen met de Oostenrijkse Patricia Wartusch – ze won hier haar eerste dubbelspeltitel. In totaal veroverde Wöhr 23 ITF-titels.
Intussen was Wöhr al in 1996 uitgekomen in het WTA-circuit, op het gloednieuwe toernooi van Luxemburg – in de eerste ronde werden ze verslagen door de Nederlandse Kristie Boogert en Française Nathalie Tauziat. In 2002 stond Wöhr voor het eerst in een WTA-finale, op het toernooi van Wenen, samen met de Oostenrijkse Barbara Schwartz – ze verloren in drie sets van Petra Mandula en Patricia Wartusch. Hun volgende finale, een maand later in Brussel, was succesvoller: zij pakten hun eerste WTA-titel door Tathiana Garbin en Arantxa Sánchez Vicario in drie sets te verslaan.
Wöhr won met Schwartz nog een titel op het WTA-toernooi van Bogota 2004. Nadat ze in 2006 voornamelijk met de Griekse Eléni Daniilídou was gaan spelen, stond ze daarmee viermaal in een finale, waarvan ze er één wonnen: op het WTA-toernooi van Istanbul 2010. Een jaar later won Wöhr nog een vierde titel, op het WTA-toernooi van Kopenhagen 2011, samen met de Zweedse Johanna Larsson.
Haar beste resultaat op de grandslamtoernooien is het bereiken van de derde ronde op de Australian Open 2007, samen met Eléni Daniilídou. Haar hoogste positie op de WTA-ranglijst is de 46e plaats, die ze bereikte in juli 2007.
Medio 2012 zette Wöhr een punt achter haar carrière als proftennisspeelster.

## Posities op deWTA-ranglijst dubbelspel
Positie per einde seizoen:
| jaartal | rank |
| ------- | ---- |
| 2012    | 131  |
| 2011    | 54   |
| 2010    | 66   |
| 2009    | 86   |
| 2008    | 101  |
| 2007    | 55   |
| 2006    | 66   |
| 2005    | 77   |
| 2004    | 87   |
| 2003    | 446  |
| 2002    | 109  |

## Palmares

### WTA-finaleplaatsen damesdubbelspel
| nr.              | datum      | toernooi       | ondergrond    | partner          | tegenstandsters                                | score            |         |
| ---------------- | ---------- | -------------- | ------------- | ---------------- | ---------------------------------------------- | ---------------- | ------- |
| Gewonnen finales |            |                |               |                  |                                                |                  |         |
| 1.               | 2002-07-14 | WTA Brussel    | gravel        | Barbara Schwartz | Tathiana Garbin Arantxa Sánchez Vicario        | 6-2, 0-6, 6-4    | details |
| 2.               | 2004-02-29 | WTA Bogota     | gravel        | Barbara Schwartz | Anabel Medina Garrigues Arantxa Parra Santonja | 6-1, 6-3         | details |
| 3.               | 2010-07-31 | WTA Istanbul   | hardcourt     | Eléni Daniilídou | Maria Kondratjeva Vladimíra Uhlířová           | 6-4, 1-6, [11-9] | details |
| 4.               | 2011-06-12 | WTA Kopenhagen | hardcourt     | Johanna Larsson  | Kristina Mladenovic Katarzyna Piter            | 6-3, 6-3         | details |
| Verloren finales |            |                |               |                  |                                                |                  |         |
| 1.               | 2002-06-16 | WTA Wenen      | gravel        | Barbara Schwartz | Petra Mandula Patricia Wartusch                | 2-6, 4-6         | details |
| 2.               | 2006-02-26 | WTA Bogota     | gravel        | Ágnes Szávay     | Gisela Dulko Flavia Pennetta                   | 61-7, 1-6        | details |
| 3.               | 2006-11-05 | WTA Hasselt    | hardcourt (i) | Eléni Daniilídou | Lisa Raymond Samantha Stosur                   | 2-6, 3-6         | details |
| 4.               | 2007-09-30 | WTA Seoel      | hardcourt     | Eléni Daniilídou | Chuang Chia-jung Hsieh Su-wei                  | 2-6, 2-6         | details |
| 5.               | 2008-01-11 | WTA Hobart     | hardcourt     | Eléni Daniilídou | Anabel Medina Garrigues Virginia Ruano Pascual | 2-6, 4-6         | details |
| 6.               | 2011-04-24 | WTA Stuttgart  | gravel        | Kristina Barrois | Sabine Lisicki Samantha Stosur                 | 1-6, 65-7        | details |

## Prestatietabel
| Legenda | Legenda                          |
| ------- | -------------------------------- |
| g.t.    | geen toernooi gehouden           |
| l.c.    | lagere categorie                 |
| –       | niet deelgenomen                 |
| G       | uitgeschakeld in de groepsfase   |
| 1R      | uitgeschakeld in de eerste ronde |
| 2R      | uitgeschakeld in de tweede ronde |
| 3R      | uitgeschakeld in de derde ronde  |
| 4R      | uitgeschakeld in de vierde ronde |
| KF      | uitgeschakeld in de kwartfinale  |
| HF      | uitgeschakeld in de halve finale |
| F       | de finale verloren               |
| W       | het toernooi gewonnen            |
| w-v     | winst/verlies-balans             |

### Grand slam, vrouwendubbelspel
| Australian Open | –  | –  | –  | 1R | 1R | 3R | 1R | 1R | 1R | 2R |
| Roland Garros   | 1R | –  | –  | –  | 1R | 2R | 1R | –  | 2R | 1R |
| Wimbledon       | 1R | –  | 2R | –  | 1R | 2R | 1R | 1R | 1R | –  |
| US Open         | –  | 1R | 1R | –  | 1R | 2R | 1R | 1R | 1R | –  |